# Scenopinus
Scenopinus is een geslacht van vliegen uit de familie van de venstervliegen (Scenopinidae).
De wetenschappelijke naam van het geslacht werd voor het eerst geldig gepubliceerd door Pierre André Latreille in 1802 (Jaar X van de Franse republikeinse kalender).
Het is een kosmopolitisch geslacht dat meer dan 200 soorten telt. De typesoort van het geslacht is de venstervlieg, door Linnaeus aangeduid als Musca fenestralis, die in Europa en dus ook in België en Nederland voorkomt. Het is een kleine, donkerkleurige vlieg met een bijna cilindervormig lichaam. De voelsprieten in het midden van het hoofd, tussen de twee ogen, bestaan uit drie segmenten; de eerste twee zijn erg kort, terwijl de derde langgerekt, cilindrisch-kegelvormig is.